# Job Koo Yo-bi
Job Koo Yo-bi (ur. 25 stycznia 1951 w Gapyeong) – koreański duchowny rzymskokatolicki, od 2017 biskup pomocniczy Seulu.

## Życiorys
Święcenia kapłańskie przyjął 24 lutego 1981 i został inkardynowany do archidiecezji Seulu. Pracował głównie jako duszpasterz parafialny, był także m.in. krajowym dyrektorem stowarzyszenia młodzieży pracującej oraz ojcem duchownym seulskiego seminarium.
28 czerwca 2017 został mianowany biskupem pomocniczym Seulu ze stolicą tytularną Sfasferia. Sakrę otrzymał 17 sierpnia 2017.